# Mark Lambert Bristol
Mark Lambert Bristol (sinh ngày 17 tháng 4 năm 1868 mất ngày 13 tháng 5 năm 1939) là một Đô đốc Hải quân Hoa Kỳ.

## Vinh danh
Để vinh danh ông, hai tàu chiến của Hải quân Hoa Kỳ đã được đặt tên là USS Bristol: 
- Bristol (DD-453) là một tàu khu trục lớp Gleaves, nhập biên chế năm 1941 và bị đánh chìm ngoài khơi Algeria vào năm 1943.
- Bristol (DD-857) là một tàu khu trục lớp Allen M. Sumner phục vụ từ năm 1945 đến năm 1969.